# Talaga (Cugenang)
Talaga is een bestuurslaag in het regentschap Cianjur van de provincie West-Java, Indonesië. Talaga telt 5551 inwoners (volkstelling 2010).